# Kanton Perthes
Der Kanton Perthes war von 1976 bis 2015 ein französischer Wahlkreis im Arrondissement Melun im Département Seine-et-Marne und in der Region Île-de-France; sein Hauptort, allerdings nicht die größte Gemeinde war Perthes.
Seit 2015 sind die meisten Gemeinden im Kanton Fontainebleau aufgegangen, die übrigen im Kanton Saint-Fargeau-Ponthierry.

## Gemeinden
Der Kanton umfasste vierzehn Gemeinden:
| Gemeinde                 | Einwohner Jahr | Fläche km² | Bevölkerungsdichte | Code INSEE | Postleitzahl |
| ------------------------ | -------------- | ---------- | ------------------ | ---------- | ------------ |
| Arbonne-la-Forêt         | 1.040 (2013)   | 15,08      | 69 Einw./km²       | 77006      | 77630        |
| Barbizon                 | 1.277 (2013)   | 5,27       | 242 Einw./km²      | 77022      | 77760        |
| Boissise-le-Roi          | 3.776 (2013)   | 7,09       | 533 Einw./km²      | 77040      | 77310        |
| Cély                     | 1.180 (2013)   | 6,19       | 191 Einw./km²      | 77065      | 77930        |
| Chailly-en-Bière         | 1.982 (2013)   | 13,08      | 152 Einw./km²      | 77069      | 77930        |
| Dammarie-les-Lys         | 21.094 (2013)  | 10,24      | 2060 Einw./km²     | 77152      | 77190        |
| Fleury-en-Bière          | 653 (2013)     | 13,87      | 47 Einw./km²       | 77185      | 77930        |
| Perthes                  | 2.137 (2013)   | 12,22      | 175 Einw./km²      | 77359      | 77930        |
| Pringy                   | 2.735 (2013)   | 4,1        | 667 Einw./km²      | 77378      | 77310        |
| Saint-Fargeau-Ponthierry | 13.497 (2013)  | 16,57      | 815 Einw./km²      | 77407      | 77310        |
| Saint-Germain-sur-École  | 345 (2013)     | 2,53       | 136 Einw./km²      | 77412      | 77930        |
| Saint-Martin-en-Bière    | 787 (2013)     | 7,81       | 101 Einw./km²      | 77425      | 77630        |
| Saint-Sauveur-sur-École  | 1.109 (2013)   | 7,32       | 152 Einw./km²      | 77435      | 77930        |
| Villiers-en-Bière        | 226 (2013)     | 10,76      | 21 Einw./km²       | 77518      | 77190        |

## Bevölkerungsentwicklung
| 1968   | 1975   | 1982   | 1990   | 1999   | 2006   | 2011   |
| ------ | ------ | ------ | ------ | ------ | ------ | ------ |
| 24.835 | 36.962 | 41.720 | 46.502 | 48.202 | 49.844 | 50.456 |